# Championnat de Slovaquie de football 2007-2008
Navigation
Saison précédente Saison suivante
La saison 2007-2008 du Championnat de Slovaquie de football était la 15e édition de la Slovak Superliga, le championnat de première division de Slovaquie. Les 12 meilleurs clubs du pays sont regroupés au sein d'une poule unique où chaque formation rencontre trois fois tous ses adversaires, à domicile et à l'extérieur. À la fin de la saison, le dernier du classement est relégué et remplacé par le champion de D2.
Le FC Artmedia Petrzalka finit en tête du championnat et remporte le 2e titre de champion de Slovaquie de son histoire. Le club reealise même le doublé Coupe-championnat en battant le Spartak Trnava en finale de la Coupe de Slovaquie.

## Les 12 clubs participants
| - FC Nitra - FC ViOn Zlaté Moravce - Promu de D2 - Tatran Presov - FK ZTS Dubnica - MFK Kosice - AS Trencin | - MSK Zilina - FC Senec - Slovan Bratislava - Dukla Banska Bystrica - MFK Ružomberok - FC Artmedia Bratislava |

## Compétition
Le barème de points servant à établir le classement se décompose ainsi :
- Victoire : 3 points
- Match nul : 1 point
- Défaite : 0 point

### Classement
| Rang | Équipe                    | Pts | J  | G  | N  | P  | Bp | Bc | Diff |
| ---- | ------------------------- | --- | -- | -- | -- | -- | -- | -- | ---- |
| 1    | FC Artmedia Petrzalka (C) | 84  | 33 | 27 | 3  | 3  | 77 | 30 | +47  |
| 2    | MSK Zilina (T)            | 73  | 33 | 22 | 7  | 4  | 75 | 30 | +45  |
| 3    | FC Nitra                  | 57  | 33 | 17 | 6  | 10 | 40 | 26 | +14  |
| 4    | FC Spartak Trnava         | 52  | 33 | 15 | 7  | 11 | 52 | 40 | +12  |
| 5    | Slovan Bratislava         | 51  | 33 | 15 | 6  | 12 | 46 | 37 | +9   |
| 6    | MFK Kosice                | 45  | 33 | 13 | 6  | 14 | 45 | 44 | +1   |
| 7    | MFK Ružomberok            | 44  | 33 | 10 | 14 | 9  | 46 | 43 | +3   |
| 8    | Dukla Banska Bystrica     | 39  | 33 | 10 | 9  | 14 | 41 | 37 | +4   |
| 9    | FK ZTS Dubnica            | 33  | 33 | 7  | 12 | 14 | 34 | 53 | -19  |
| 10   | FC Senec                  | 28  | 33 | 6  | 10 | 17 | 30 | 53 | -23  |
| 11   | FC ViOn Zlaté Moravce     | 25  | 33 | 6  | 7  | 20 | 22 | 66 | -44  |
| 12   | AS Trencin                | 16  | 33 | 3  | 7  | 23 | 26 | 77 | -51  |

|  | Qualifié pour la Ligue des Champions 2008-2009                                            |
|  | Qualifié pour la Coupe UEFA 2008-2009                                                     |
|  | Qualifié pour la Coupe Intertoto 2008                                                     |
|  | Relégation en deuxième division                                                           |
|  | (T) : Tenant du titre (C) : Vainqueur de la Coupe de Slovaquie (P) : Promu de 2e division |

## Bilan de la saison
| Championnat de Slovaquie de football 2007-2008 |                                    |
| Champion                                       | FC Artmedia Petrzalka (2e titre)   |
| Coupes et trophées                             |                                    |
| Vainqueur de la Coupe de Slovaquie 2007-2008   | FC Artmedia Petrzalka (2.division) |
| Qualifications continentales                   |                                    |
| Ligue des champions 2008-2009                  | FC Artmedia Petrzalka              |
| Coupe UEFA 2008-2009                           | Spartak Trnava                     |
| Coupe UEFA 2008-2009                           | MSK Zilina                         |
| Coupe Intertoto 2008                           | FC Nitra                           |
| Promotions et relégations                      |                                    |
| Promus en Slovak Superliga                     | FC Tatran Presov                   |
| Relégués en Slovak First League                | AS Trencin                         |